# Rudolf Scholz (Schriftsteller)
Rudolf Scholz (* 29. Januar 1939 in Plagwitz, Landkreis Löwenberg in Schlesien; † 10. August 2019 in Dresden) war ein deutscher Journalist und Schriftsteller.

## Leben und Wirken
Rudolf Scholz’ Mutter kaufte in der Nachkriegszeit für ihr letztes Geld eine Geige und ermöglichte ihrem Sohn, dass er von einem aus Böhmen umgesiedelten Volksmusikanten unterrichtet wurde. Rudolf Scholz besuchte die Zeichenschule der Staatlichen Porzellanmanufaktur Meißen und studierte in Weimar Violine sowie in Radebeul und Berlin Pädagogik. Er arbeitete zehn Jahre als Musiklehrer in Zodel bei Görlitz und Riesa. Von 1970 bis 1976 war er Bezirkssekretär des Schriftstellerverbandes Dresden.
1978 veröffentlichte Rudolf Scholz mit Damals in Belvedere seinen ersten Roman. In seinem literarischen Schaffen stehen immer wieder Menschen im Mittelpunkt, die durch die Musik geprägt wurden. Für Scholz war die Musik das Spannungsfeld seiner Erfahrungen, „Zuflucht und innere Mitte“. Die Erzählung Tokkata im Zwielicht gestaltete er nach einer Fuge von Johann Sebastian Bach. In seinem Schlesienroman Die Schwalben der Kindheit erzählt er aus der Perspektive eines Jungen von der Flucht und Vertreibung aus dem heimatlichen Dorf und von der Zeit, als Deutsche und Polen dort gemeinsam lebten. Rudolf Scholz war Literatur- und Fernsehkritiker der Sächsischen Zeitung.

## Werke
- Damals in Belvedere. Roman. Mitteldeutscher Verlag, Halle/Leipzig 1978.
- Mein lieber alter Lukowski. Roman. Mitteldeutscher Verlag, Halle/Leipzig 1981.
- Tokkata im Zwielicht. Erzählungen. Mitteldeutscher Verlag, Halle/Leipzig 1987.
- Sommermitte. Gedichte. Projekt Piccolo, Dresden 1994
- Die Schwalben der Kindheit. Roman. Dingsda-Verlag, Querfurt 1995, ISBN 3-928498-38-X.
- Unzeitgemäße Reverenzen. Gedichte. Projekt Piccolo, Dresden 1996.
- Ein wunderbar verstimmtes Klavier. Drei Erzählungen (u. a. mit Tokkata im Zwielicht) und neun Gedichte um die Musik. Dingsda-Verlag, Querfurt 1997, ISBN 3-928498-67-3.
- Comet und Morgenthau. Historischer Roman (über Johann George Palitzsch und Johann Ludewig). Altis-Verlag, Berlin 1998.
- Mein lieber Herr Gesangsverein. Schelmenroman. Dingsda-Verlag, Querfurt 1999, ISBN 3-928498-64-9.
- Leipzigs letzter Held oder die Leben des Pfarrers Hans-Georg Rausch. Dingsda-Verlag, Querfurt 2002, ISBN 3-928498-85-1.
- Dresdner Epigramme. NOTschriften-Verlag, Radebeul 2003.
- Und geh nicht ohne Gruß. Roman. ddp Goldenbogen, Dresden 2005.
- Schließzeit. Ein Bibliotheksroman, Dingsda-Verlag Querfurt, Leipzig 2012, ISBN 978-3-928498-33-3.
- Lichtzeichen. Gedichte. Dingsda-Verlag Querfurt, Leipzig 2013
- Dresdner Elegien. OsirisDruck Verlag, Leipzig 2018, ISBN 978-3-941394-70-4.[2]
- Dahlienwalzer. Roman. Dingsda-Verlag Querfurt, Leipzig 2018, ISBN 978-3-928498-14-2.[3]

## Ehrungen
- 1988: Martin-Andersen-Nexö-Kunstpreis der Stadt Dresden